# Erik Anders Stenborg
Erik Anders Stenborg, född 10 september 1827 i Karl Gustavs församling, Norrbottens län, död 4 juni 1909 i Karl Gustavs församling, Norrbottens län, var en svensk präst.

## Biografi
Stenborg växte upp i Haparanda, där fadern prästen Pehr Stenborg var läroverkslärare; modern var prästdotter och hette Burman i sig själv.
Efter gymnasiestudier i Härnösand blev han student vid Uppsala universitet 1847 och prästvigdes 1853. Stenberg hade först olika förordnanden i mellersta Norrland men blev 1859 kapellpredikant och skollärare i Korpilombolo församling samt kyrkoherde i Jukkasjärvi församling 1864. År 1874 tillträdde han som kyrkoherde i Karl Gustavs församling, där hans morfar Erik Burman varit kyrkoherde.
Stenborg värnade om det svenska språkets utbredning som skolspråk i Tornedalen och hans församling var den första i Tornedalen som genomförde konfirmandundervisning på svenska, vilket skedde 1907. Detta betraktades då som progressivt men har senare värderats annorlunda.
Stenberg var intresserad av jordbruk och levde vegetariskt. På vers utgav han 1892 Lars Levi Læstadius, Læstadianismen jämte landskaps- och sedemålning.
Han var gift med sin kusin Karin Castrén, som var dotter till kaplanen Christer Johan Castrén i Kiminge och Brita Margareta Burman samt dotterdotter till kyrkoherden Erik Burman i Karl Gustav. Makarna Stenborg hade fyra barn. Stenborg var bror till prästerna Per Lorens Stenborg, Axel Stenborg och Carl Michael Stenborg, vilka alla verkade i Tornedalen. En annan bror var hebraisten Gustaf Göran Stenborg i Uppsala.